# Ceramius vechti
Ceramius vechti är en stekelart som beskrevs av Richards 1963. Ceramius vechti ingår i släktet Ceramius och familjen Masaridae. Inga underarter finns listade.